# Li Chen (szermierz)
Li Chen (chiń. 李晨; ur. 14 sierpnia 1992) – chiński florecista, brązowy medalista mistrzostw świata.
Podczas mistrzostw świata w Moskwie w 2015 roku Chińczycy w składzie: Chen Haiwei, Lei Sheng, Ma Jianfei i Li Chen zdobyli brązowy medal w zawodach drużynowych. W tej samej konkurencji był też między innymi ósmy na mistrzostwach świata w Lipsku w 2017 roku i mistrzostwach świata w Wuxi w 2018 roku.
Ponadto zdobył srebro drużynowo na igrzyskach azjatyckich w Inczonie w 2014 roku i brąz drużynowo na igrzyskach azjatyckich w Dżakarcie cztery lata później.